# John Cooper (seriemördare)
John William Cooper, född 3 september 1944, är en walesisk seriemördare som bland annat utförde morden vid Pembrokeshire, 1989.
Den 26 maj 2011 fick Cooper en livstidsdom för dubbelmordet på syskonen Richard och Helen Thomas 1985 och dubbelmordet på Peter och Gwenda Dixon 1989. Morden var kända i media som "Pembrokeshire Murders" eller "Coastal Murders". Cooper dömdes också för våldtäkt av en 16-årig flicka och sexuellt övergrepp mot en 15-årig flicka, båda utförda medan en grupp på fem tonåringar hotades med skjutvapen i mars 1996, i ett skogsområde bakom Mount Estate i Coopers hemstad Milford Haven i Pembrokeshire.
Cooper hade en historia av brott, inklusive 30 rån och våldsamma övergrepp. Film från lekprogrammet Bullseye i maj 1989, där han var med och tävlande, användes senare som bevis mot honom och jämfördes med en skiss av en misstänkt gärningsman till paret Dixon.
Cooper dömdes till 14 år 1998 för rån och inbrott. Han släpptes ur fängelset i januari 2009. På grund av den fortsatta utvecklingen i DNA och forensisk vetenskap genomförde polisen en Cold Case översyn i april 2009 och kunde identifiera Coopers hagelgevär som mordvapen. Ytterligare DNA-bevis tillhandahölls av rättsmedicinska forskaren professor Angela Gallop. Polisen samlade in ytterligare bevis mot honom och Cooper arresterades igen i maj samma år. Han dömdes i maj 2011 för dubbla mord och sexuella övergrepp och dömdes till livstids fängelse.

## Brottshistoria
Då Cooper var mellan 17 och 21 år åtalades han för fordonsstöld, övergrepp mot en polis, berusning och oordning, och överfall till följd av verklig kroppsskada.
1978 vann Cooper 90 000 pund (värt över 500 000 pund idag) och ytterligare 4 000 pund i en tävling. Enligt en bekant förändrades John av pengarna, och hans spel- och dryckesvanor ändrades markant. Människor blev rädda för honom och han hamnade ofta i slagsmål. När hans pengar tog slut började han råna.
Den 22 december 1985 rånade Cooper en gård vid Scoveston Park, samt dödade syskonen Richard och Helen Thomas. Han  brände sedan ner huset.
Den 28 maj 1989 deltog Cooper i det brittiska lekprogrammet Bullseye. Bilder från showen användes senare för att matcha honom med en skiss gjord av vittnesbeskrivningar.
Den 29 juni 1989 var Peter och Gwenda Dixon på semester i Pembrokeshire och skulle ta sin sista promenad längs kustvägen. Paret återvände aldrig, utan deras döda kroppar hittades senare längs vägen. Cooper hade bundit paret, krävde att de skulle lämna ifrån sig sina bankkort, och tvingade dem även att lämna ut sitt personliga identifikationsnummer (PIN). Cooper, som bar ett avsågat hagelgevär, rånade Peter Dixon på 300 pund och sköt paret i ansiktet då det var tomt. 1996 attackerade han fem ungdomar, hotade dem med en pistol, ofredade en flicka sexuellt och våldtog en annan. 1998 hade Cooper begått 30 inbrott och ett väpnat rån.
2011 fängslades Cooper på livstid för brotten. I september 2011 inledde han ett överklagande på sin livstidsdom. Hans överklagande avslogs i november 2012. 
Cooper diagnostiserades som en psykopat.